# Anchicremna
Anchicremna là một chi bướm đêm thuộc phân họ Tortricinae của họ Tortricidae.

## Các loài
- Anchicremna eulidias Meyrick, 1926